# Gaunersdorf (Herrschaft)
Die Herrschaft Gaunersdorf war eine Grundherrschaft im Viertel unter dem Manhartsberg im Erzherzogtum Österreich unter der Enns, dem heutigen Niederösterreich.

## Ausdehnung
Die Herrschaft, die mit den Gülten der Pfarrkirche Gaunersdorf, Martinsdorf und der Gülte Markt Gaunersdorf vereinigt war, umfasste zuletzt die Ortsobrigkeit über Aigen-Gaunersdorf, Markt Gaunersdorf, Hipples und Wieden-Gaunersdorf. Der Sitz der Verwaltung befand sich in Gaunersdorf.

## Geschichte
Letzter Inhaber der Stifts- und Pfarrherrschaft war Sigismund Schultes in seiner Funktion als Abt der Benediktinerabtei Unserer Lieben Frau zu den Schotten. Nach den Reformen 1848/1849 wurde die Herrschaft aufgelöst.